# Leptocereus wrightii
Leptocereus wrightii är en kaktusväxtart som beskrevs av Leon. Leptocereus wrightii ingår i släktet Leptocereus och familjen kaktusväxter. Inga underarter finns listade i Catalogue of Life.